# Enrico I di Nassau-Siegen
Enrico I di Nassau-Siegen, in tedesco Heinrich I. von Nassau-Siegen (1270 circa – tra il 13 luglio e il 14 agosto 1343), è stato un nobile tedesco fu conte di Nassau-Siegen, parte della contea di Nassau, e fondatore del casato di Nassau-Siegen, appartenente alla linea ottoniana del Casato di Nassau.

## Biografia
Enrico era il figlio maggiore del conte Ottone I di Nassau e di Agnese di Leiningen, figlia del conte Emilio IV di Leiningen. Enrico nacque probabilmente negli anni Sessanta del XIII secolo, dal momento che è documentato come adulto in documenti del 1281.
Nel 1288 Enrico prese parte alla battaglia di Worringen al fianco dell'arcivescovo di Colonia, Sigfrido II, e finì per essere preso prigioniero dai cittadini di Colonia, a cui dovette prestare il giuramento di Urfehde (rinuncia alla vendetta) per essere rilasciato nel 1289. Egli addivenne in seguito ad un accordo con l'arcivescovo per ricevere una compensazione delle sue pretese, che venne definito presso la corte di Francoforte nel 1295.

### Conte di Nassau
Nel 1290 Enrico succedette al padre congiuntamente con i fratelli Emilio e Giovanni.
Nel 1292 Enrico sostenne il cugino Adolfo di Nassau nell'elezione a Re di Germania, acconsentendo ad impegnare le proprietà dei Nassau a favore dell'arcivescovo di Colonia. Enrico rimase nel tempo un alleato del cugino e in più occasioni, nel 1294, 1295 e 1297, fu comandante delle armate schierate contro Alberto II di Meißen, langravio di Turingia. Nel biennio 1297-1298 Enrico fu deputato presso il Re di Germania e governatore del Margraviato di Meißen e Pleissnerland. Durante il regno di Adolfo, Enrico partecipò inoltre alle campagne di Guido di Dampierre, conte di Fiandra, contro re Filippo IV il Bello di Francia.
Il 26 febbraio 1298 Adolfo promise ai cugini Enrico ed Emilio, contro il pagamento di 1.000 marchi, le miniere di ferro ed argento di Ratzenscheid, vicino a Wilnsdorf nel Siegerland, ed altre cave d'argento nei territori del Nassau. Questa concessione fu l'atto costitutivo del Bergregal, il diritto a sfruttare le risorse minerarie delle proprie terre, dei conti di Nassau. Il 2 luglio 1298 Enrico ed Emilio combatterono al fianco di Adolfo nella battaglia di Göllheim, durante la quale Adolfo trovò la morte.

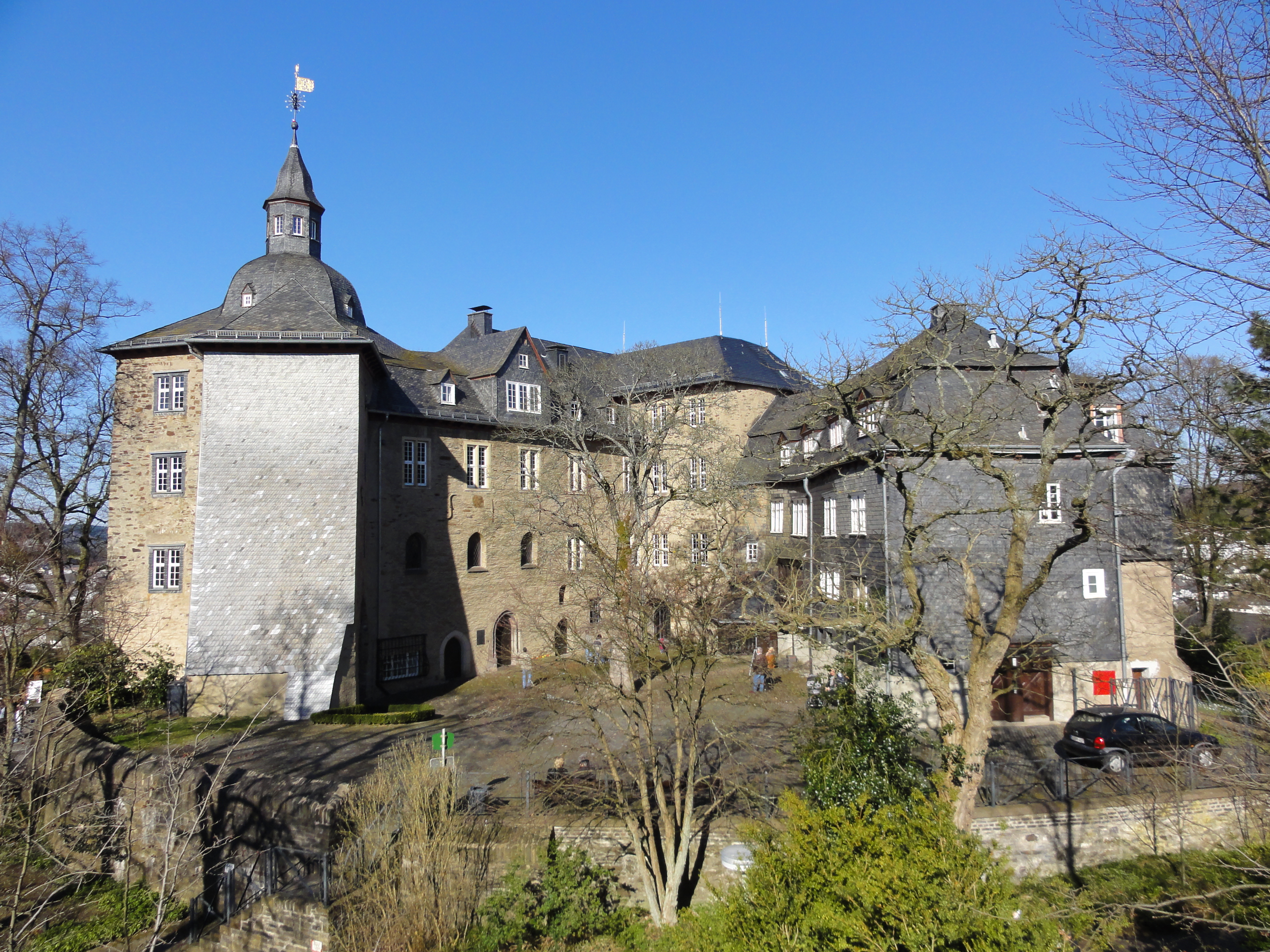
Castello di Siegen

Indipendentemente dalla fedeltà dimostrata al cugino durante le dispute contro Alberto I di Asburgo, alla morte di Adolfo, Enrico si schierò dalla parte di Alberto. Già nel 1301, il Re di Germania accolse Enrico ed i fratelli nel proprio esercito con una ricompensa di 1.000 marchi. Parte di quella somma avrebbe dovuto essere pagata da Kraf di Greifenstein, ciò che pose le basi per le successive pretese dei conti di Nassau sulla signoria di Greifenstein.

### Conte di Nassau-Siegen
Nel 1303, dopo una lunga disputa, la Contea di Nassau venne suddivisa tra i tre fratelli sopravvissuti, figli di Ottone I. Enrico ottenne Siegen, il castello di Ginsburg, Haiger e la signoria di Westerwald. In seguito ottenne il protettorato di Krombach ed il diritto Gericht Selbach im Freien Grund (diritto di tenere corte a Selbach, nel Freien Grund).
Enrico partecipò alla faida avviata dall'arcivescovo Wigbold I di Colonia contro i Conti di Mark, nel tentativo di ridurre i danni sofferti dall'arcidiocesi a seguito della battaglia di Worringen.
Nel 1306, il fratello minore di Enrico, Giovanni, con il permesso del langravio Enrico I d'Assia, concesse in feudo i propri possedimenti (il castello di Dillenburg, Herborn e il Kalenberger Zent) ad Enrico, pattuendo che sarebbero stati ereditati dal fratello alla sua morte.
Nel 1309 Enrico acquistò i possedimenti dei signori von Wilnsdorf e vom Haim e li rese vassalli del Nassau. Nel 1311 ottenne la metà, e due anni più tardi la totalità, di Molsberg, mentre nel 1314 ottenne il prevostato di Eibelshausen e successivamente il distretto (Amt) di Ebersbach.

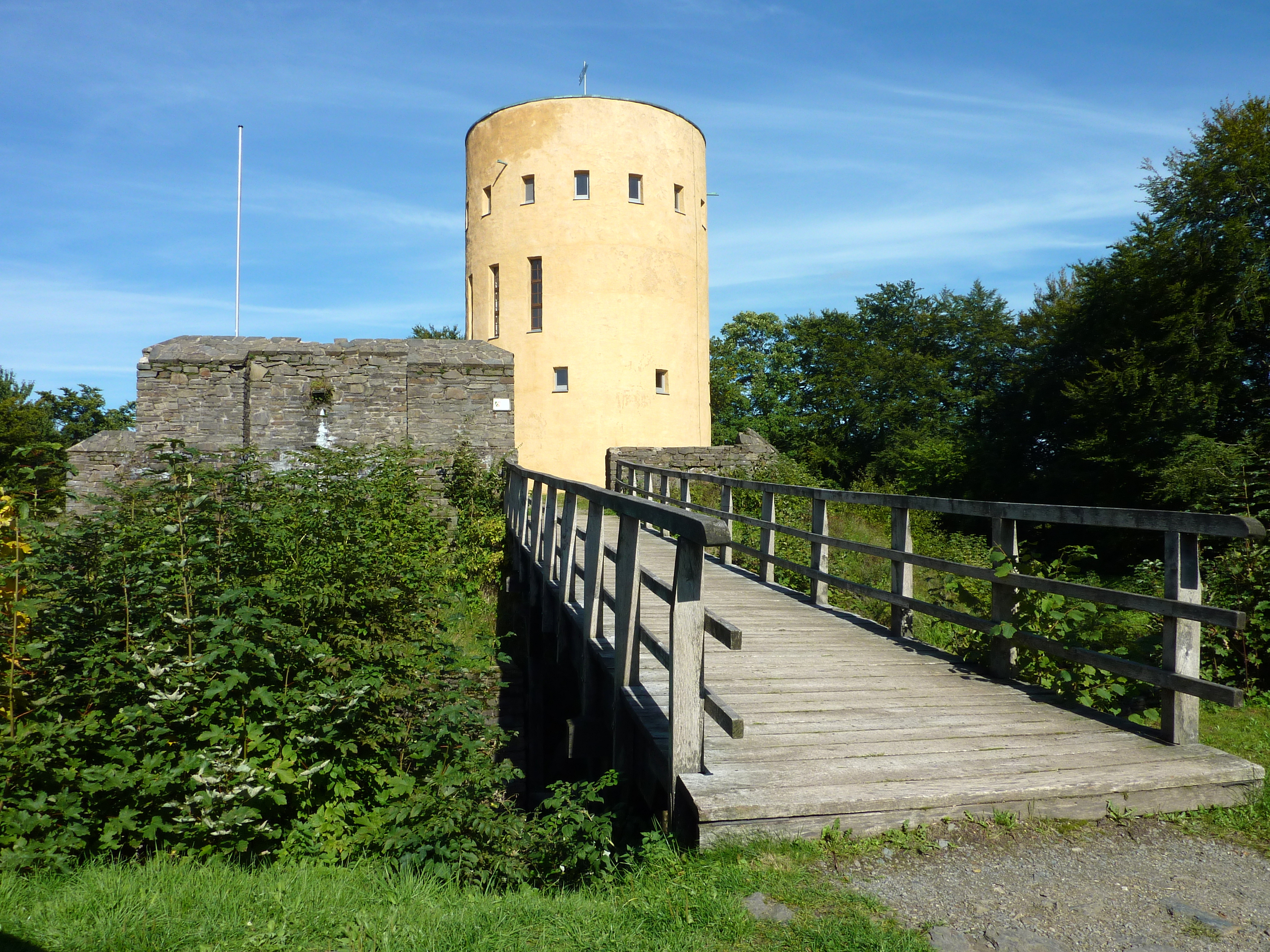
Castello di Ginsburg

Enrico ed il fratello Giovanni furono coinvolti in importanti dispute con i langravi d'Assia, che, nella loro qualità di signori feudali, supportavano la piccola nobiltà locale nelle loro lotte contro le ambizioni del Casato di Nassau. Durante la faida di Dernbach, iniziata attorno al 1230 per la supremazia nella marca di Herborn, i langravi d'Assia avevano venduto il castello di Dernbach agli eredi di Dernbach nel 1309. Il 26 giugno 1312 venne raggiunto un accordo tra il langravio Ottone I d'Assia da una parte ed i conti Enrico, Emilio e Giovanni di Nassau dall'altro: entrambe le parti si impegnarono a non costruire più castelli uno contro l'altro e i Nassau promisero di non limitare i diritti dei signori von Dernbach e von Wilnsdorf, diritti che erano di proprietà del Casato di Nassau al tempo di loro padre Ottone I.
Nel conflitto tra Federico il Bello d'Asburgo e Ludovico il Bavaro, Enrico ed i fratelli si schierarono con il primo. Nel novembre 1314 i tre fratelli si recarono a Bonn per partecipare alla cerimonia d'incoronazione di Federico d'Asburgo da parte dell'arcivescovo di Colonia. In cambio del sostegno ottennero numerosi benefici, tra cui la  signoria di Greifenstein, ma Ludovico il Bavaro la concesso al conte Godefroy di Sayn, un rivale dei conti di Nassau.
Dopo che suo fratello Giovanni morì nella battaglia di Hermannstein, vicino a Wetzlar, nel 1328, Enrico I ne ereditò tutti i possedimenti, la contea di Nassau-Dillenburg, dal momento che l'altro fratello Emilio aveva rinunciato alla propria parte di eredità.
Nel 1336, i figli di Enrico, Ottone ed Enrico, siglarono un accordo di suddivisione della contea del padre. Nel 1339 però il figlio Enrico si sposò contro il volere del padre e del fratello, cosicché ne derivò una battaglia tra i due fratelli. Ottone strinse un'alleanza con il langravio Ermanno I d'Assia contro il fratello. Venne raggiunta una riconciliazione solo grazie alla mediazione del conte Gerlach I di Nassau-Wiesbaden e del conte Dirk III di Loon-Heinsberg, che portò alla stipula di un nuovo trattato di spartizione delle terre nel 1341.
Verso la fine della propria vita, Enrico rimase invischiato in una controversia con Reinardo di Westerburg a proposito dei diritti di signoria sul Westerwald, dalla quale Enrico uscì vittorioso. Dopo questa vicenda egli lasciò parzialmente il governo della contea al figlio maggiore Ottone. Le ultime attività note di Enrico I riguardano il raggiungimento, nell'estate del 1343, di un accordo con l'arcivescovo Valderamo di Colonia sul governo congiunto di Siegen.
Alla sua morte Enrico I venne succeduto dai figli Ottone ed Enrico, sulla base di quanto già stabilito con il trattato del 1341.

## Matrimonio e discendenza
Enrico si sposò prima del 1302 con Adelaide di Heinsberg e Blankenburg (m. dopo 21 maggio 1343), figlia di Dirk II, signore di Heinsberg e Blankenburg, e di Giovanna di Lovanio (nipote del duca Enrico I di Brabante).
Da questo matrimonio nacquero:
- Agnese (m. 29 ottobre 1316/1318), sposò Gerlach II, signore di Isenburg-Limburg;[3]
- Ottone (1305 circa - dicembre 1350/gennaio 1351),[1][3][4] che succedette al padre come conte di Nassau-Siegen;
- Enrico (1307 circa - 24 febbraio 1378/1380),[1] che succedette al padre come conte di Nassau-Beilstein.